# Опаснейшее путешествие
«Опаснейшее путешествие» (англ. Watership Down) — мультфильм, снятый в 1978 году по книге Ричарда Адамса «Корабельный холм». Режиссёр — Мартин Розен.
В русском прокате вышел под названием «Уплывший корабль».
Фильм, как и одноимённая книга, повествует о приключениях кроликов. В поисках нового дома группа кроликов попадает в различные передряги.

## Сюжет
Колония кроликов живёт в давно обустроенном ими крольчатнике где-то на просторах Англии. Однажды, увидев человеческие следы возле поля неподалёку, кролик Файвер, обладающий даром ясновидения, понимает, что очень скоро кроликов ждёт большое несчастье и гибель, и им необходимо уходить и искать новое место. Его поддерживает его брат Хейзел. Они сообщают главе колонии о своём предложении, но тот не желает слушать о переезде. Тогда Хейзел, Файвер и ещё несколько кроликов убегают в поисках нового места. Их путь оказывается опасным: их чуть не ловит охотничья собака на берегу реки, но им удаётся переплыть реку. Одного кролика хватает и уносит хищная птица. По дороге кролики встречают другую колонию кроликов, которые ведут себя странно: у них хватает еды, но вокруг ощущается опасность. Оказывается, что живущие рядом люди знают об этой колонии и время от времени ловят кроликов, расставив силки. В такой силок попадает Бигвиг из группы Хейзела, и его с трудом спасают, вырвав колышек из земли.
Наконец, группа достигает высокого Уотершипского холма, который кажется им идеальным местом для новой колонии. Рядом кролики находят раненую чайку Кехара и выхаживают её. Позже Кехар помогает кроликам, облетая окрестности в поисках других крольчатников: дело в том, что в группе Хейзела только самцы, и для продолжения рода им необходимо найти самок. На ферме неподалёку в клетке живёт несколько крольчих, однако их охраняет собака на цепи и там же бродит кошка. Во время попытки освободить и привести кроличих Хейзела ранят из дробовика. Файвер не верит, что он погиб, и возвращается за братом. В результате Хейзел выздоравливает.
Кехар сообщает о другой колонии кроликов. Туда отправляются на разведку, но оказывается, что эта колония находится под жёстким авторитарным управлением капитана Вундворта. Бигвиг устраивается в колонию охранником и подговаривает нескольких кроликов бежать с ним. Узнав об измене, капитан грозит убить Бигвига, но сначала при помощи Кехара, а затем благодаря найденной на реке лодке беглецы добираются до своего холма. Через некоторое время капитан Вундворт со своими кроликами совершают нападение на холм. Хейзел приказывает всем спрятаться в норы, засыпав их изнутри, а сам с тремя товарищами бежит на ферму, где перегрызает верёвку, которой привязана собака, заставляя её преследовать его. В погоне за кроликами собака прибегает на холм, где расправляется с солдатами капитана.
Проходят годы. Крольчатник на холме разросся, жизнь продолжается. За постаревшим Хейзелом приходит Чёрный кролик, кроличий ангел смерти.

## Награды и номинации

### Награды
- 1979 «Сатурн»
  - Лучшая анимация

### Номинации
- 1979 «Сатурн»
  - Лучший фильм-фэнтези
- 1979 «Хьюго»
  - Лучшая постановка

## Культурное влияние
Мультфильм показывается в старших классах на уроке литературы в фильме «Донни Дарко» (2001) с последующим психологическим рассуждением о его тематике.